# Pinto Bandeira
Pinto Bandeira è un comune del Brasile nello Stato del Rio Grande do Sul, parte della mesoregione del Nordeste Rio-Grandense e della microregione di Caxias do Sul.
La data ufficiale di fondazione della città è il 1º gennaio 2013, data in cui la città venne emancipata dal comune di Bento Gonçalves.